# ДР град
ДР град (на датски: DR Byen) е централата на датската национална радиопредавателна корпорация ДР, намираща се в Копенхаген, Дания. Комплексът от сгради включва и Концертхусет, проектирана от архитекта Жан Нувел.
В този комплекс се помещават всички дейности на ДР. В периода 2006 – 2007 г. корпорацията мести всички свои служители от Радиохут във Фредериксберг и от ТВ-град в Сьоборг.
ДР град е и станция от Копенхагенското метро.
Комплексът от сгради ДР град се състои от 4 сегмента:
- Сегмент 1: Сградата на продукциите на ДР
- Сегмент 2: ДР Нюхелер
- Сегмент 3: Сградата на P4 Копенхаген, (Копенхагенско радио) и администрация
- Сегмент 5: Концертхусет